# Ana Medrano
Ana Medrano (Ana María Núñez; * 30. Januar 1955) ist eine argentinische Tangosängerin.

## Leben
Medrano nahm an einem Gesangswettbewerb in Silvio Soldáns Sendung Grandes Valores del Tango beim Sender Canal 9 teil und wurde darauf 1981 von Horacio Salgán engagiert, mit dessen Orchester sie auf eine Japantournee ging. Nach ihrer Rückkehr begann sie eine Laufbahn als Solistin und trat an der Seite von Musikern wie Virginia Luque, Roberto Rufino, Roberto Goyeneche, Alberto Podestá, María Garay und Enzo Valentino im El Viejo Almacén, im Caño 14 und im Michelangelo und in den Sendungen Grandes Valores del Tango (Canal 9), Tangos y Goles (Canal 11) und Sábados Musicales (Canal 7) auf.
Internationale Tourneen führten sie mehrfach in die USA, nach Japan und Ecuador, nach Russland, Costa Rica und Mexiko. Regelmäßig trat sie auch in Uruguay und Brasilien auf. Mit Omar Valentes Orchester nahm sie zwei LPs und eine CD auf, mit José Colángelos Orchester eine weitere CD. Als Gastsängerin wurde sie auch von den Orchestern Horacio Salgáns, José Bassos und Osvaldo Piros eingeladen.